# Kamil Szeremeta
Kamil Szeremeta (ur. 11 października 1989 w Białymstoku) – polski bokser, były mistrz Europy federacji EBU w wadze średniej.

## Kariera amatorska
W 2008 roku zdobył brązowy medal w wadze półśredniej na mistrzostwach Polski. W 2009 i 2010 roku był dwukrotnie złotym medalistą polski w wadze półśredniej. W 2010 roku startował również podczas turnieju im. Feliksa Stamma. Szeremeta sprawił ogromną niespodziankę, zwyciężając w finale Serika Säpijewa. W 2011 i 2012 był dwukrotnie srebrnym medalistą Polski w wadze średniej.
- Bilans walk amatorskich: 192 (168 wygranych, 2 remisy, 22 przegrane)

## Kariera zawodowa
Jako zawodowiec zadebiutował 2 grudnia 2012 roku, pokonując jednogłośnie na punkty Janosa Lakatosa. Tydzień później, 9 grudnia, stoczył kolejną zawodową walkę, w której zwyciężył Dzianisa Makara, również jednogłośnie na punkty po czterech rundach. Na ring powrócił 18 maja 2013 r., zwyciężając decyzją większości Roberta Talarka.
26 kwietnia na gali w Legionowie przed najtrudniejszym testem w zawodowej karierze miał stanąć boksujący w kategorii średniej Kamil Szeremeta (6-0, 1 TKO). Rywalem pięściarza z Białegostoku w zakontraktowanej na osiem rund walce w wadze 71 kg miał być były mistrz Europy dywizji półśredniej Rafał Jackiewicz (45-11-2, 21 KO). Jednak w obliczu kontuzji jaką Jackiewicz odniósł w walce z Filipem Rządkiem na gali Fight Night 8, która odbyła się 12 kwietnia 2014 roku w Częstochowie na ringu w Legionowie Jackiewicza zastąpił Łukasz Wawrzyczek, którego Szeremeta pokonał na punty (77-75 × 3) w 8-rundowym pojedynku. Na ring powrócił niecałe 2. miesiące później, 5 grudnia. W 8. rundowym pojedynku, Szeremeta pokonał jednogłośnie na punkty Hiszpana José Yebesa. 18 kwietnia 2015 zmierzył się w Legionowie z byłym mistrzem Europy w kategorii półśredniej Rafałem Jackiewiczem. Szeremeta zwyciężył jednogłośnie na punkty (98-92, 97-93, 97-93), odnosząc 10. zwycięstwo na zawodowym ringu.
22 sierpnia 2015 w Międzyzdrojach pokonał na punkty 99:93, 97:93 i 99:91 Niemca Arthura Hermanna (16-2, 13 KO).
20 lutego 2016 na gali w Legionowie pokonał przez techniczny nokaut w 5 rundzie Artema Karpeca.
23 lutego 2018 w Rzymie pokonał przez TKO w drugiej rundzie reprezentanta Włoch Alessandro Goddiego (33-3-1, 16 KO), dzięki czemu zdobył wakujący tytuł mistrza Europy federacji European Boxing Union w kategorii średniej.
22 września 2018 w Łomży w pierwszej obronie tytułu mistrza Europy pokonał Rubena Diaza (25-1-2, 14 KO) w 10. rundzie przez nokaut.
10 marca 2019 w Grande-Synthe w drugiej obronie tytułu mistrza Europy, wygrał na punkty 120-108, 117-112, 117-112 z Francuzem Andrew Francillettem (21-2-1, 5 KO).

### Walka o mistrzostwo świata IBF z Giennadijem Gołowkinem
18 grudnia 2020 w Seminole Hard Rock Hotel and Casino w Hollywood na Florydzie przegrał przez RTD w siódmej rundzie walkę o mistrzowski pas federacji IBF w wadze średniej z Giennadijem Gołowkinem (41-1-1, 36 KO). Wcześniej był liczony w starciu pierwszym, drugim, czwartym, oraz siódmym.

### Walka o pas IBO
12 października 2024 roku przystąpił do walki o pas mistrza świata IBO w wadze średniej. Jego rywalem podczas gali w Rijadzie był Chris Eubank Jr (33-3, 24 KO). Przegrał przez KO w 7. rundzie, wcześniej będąc cztery razy liczonym przez sędziego.

## Lista walk zawodowych
| Statystyka stoczonych walk zawodowych |
| --- |
| Zwycięstw: 23 (KO – nokautów: 7, walk zakończonych na punkty: 16) Przegranych: 2 (KO – nokautów: 2, walk zakończonych na punkty: 0) Remisów: 1 |

| Wynik     | Bilans walk | Przeciwnik              | Werdykt | Runda | Data       | Miejsce                                            | Uwagi                                                         |
| --------- | ----------- | ----------------------- | ------- | ----- | ---------- | -------------------------------------------------- | ------------------------------------------------------------- |
| Przegrana | 25-3-2      | Chris Eubank Jr.        | KO      | 7/12  | 12.10.2024 | Kingdom Arena, Rijad                               | Pojedynek o wakujący pas mistrza świata IBO w wadze średniej  |
| Remis     | 25-2-2      | Abel Mina               | MD      | 10/10 | 24.02.2024 | Opera i Filharmonia Podlaska. Białystok            | Walka o pas międzynarodowego Mistrza Polski w wadze średniej. |
| Wygrana   | 25-2-1      | Omari Rodriguez         | UD      | 8/8   | 04.11.2023 | Nosalowy Dwór, Zakopane                            |                                                               |
| Wygrana   | 24-2-1      | Nizar Trimech           | RTD     | 4/10  | 20.05.2023 | Opera i Filharmonia Podlaska, Białystok            |                                                               |
| Wygrana   | 23-2-1      | Władysław Gela          | TKO     | 7/8   | 01.10.2022 | MOSiR Hall, Lublin                                 |                                                               |
| Wygrana   | 22-2-1      | Sasza Jengojan          | TKO     | 10/10 | 26.03.2022 | Opera i Filharmonia Podlaska, Białystok            |                                                               |
| Remis     | 21-2-1      | Nizar Trimech           | MD      | 8/8   | 27.11.2021 | Widowiskowo - Sportowa, ul. Traugutta 1, Ostroleka |                                                               |
| Przegrana | 21-2        | Jaime Munguia           | RTD     | 6/12  | 19.06.2021 | Don Haskins Center, El Paso                        | Walka o pas międzynarodowego mistrza WBO w wadze średniej.    |
| Przegrana | 21-1        | Giennadij Gołowkin      | RTD     | 7/12  | 18.12.2020 | Seminole Hard Rock Hotel and Casino, Hollywood     | Walka o mistrzowskie pasy IBF oraz IBO w wadze średniej.      |
| Wygrana   | 21-0        | Óscar Cortés            | TKO     | 2/8   | 05.10.2019 | Madison Square Garden, Nowy Jork                   |                                                               |
| Wygrana   | 20-0        | Edwin Palacios          | UD      | 8     | 06.07.2019 | Stadion Miejski, Rzeszów                           |                                                               |
| Wygrana   | 19-0        | Andrew Francillette     | UD      | 12    | 10.03.2019 | Palais du Littoral, Grande-Synthe                  | Obronił pas mistrzowski EBU w wadze średniej.                 |
| Wygrana   | 18-0        | Rubén Díaz              | KO      | 10/12 | 22.09.2018 | Hala sportowa im. Olimpijczyków Polskich, Łomża    | Obronił pas mistrzowski EBU w wadze średniej.                 |
| Wygrana   | 17-0        | Alessandro Goddi        | TKO     | 2/12  | 23.02.2018 | Palazzetto dello Sport, Rzym                       | Zdobył pas mistrzowski EBU w wadze średniej.                  |
| Wygrana   | 16-0        | Sebastian Skrzypczyński | UD      | 8/8   | 22.04.2017 | Arena Legionowo, Legionowo                         |                                                               |
| Wygrana   | 15-0        | José Antonio Villalobos | UD      | 8/8   | 25.02.2017 | Netto Arena, Szczecin                              |                                                               |
| Wygrana   | 14-0        | Kassim Ouma             | UD      | 10/10 | 20.08.2016 | Amfiteatr, Międzyzdroje                            |                                                               |
| Wygrana   | 13-0        | Artem Karpec            | TKO     | 5/8   | 20.02.2016 | Arena Legionowo, Legionowo                         |                                                               |
| Wygrana   | 12-0        | Patrick Mendy           | UD      | 8/8   | 26.09.2015 | Atlas Arena, Łódź                                  |                                                               |
| Wygrana   | 11-0        | Arthur Hermann          | UD      | 10/10 | 22.08.2015 | Amfiteatr, Międzyzdroje                            |                                                               |
| Wygrana   | 10-0        | Rafał Jackiewicz        | UD      | 10/10 | 04.18.2015 | Arena Hall, Legionowo                              |                                                               |
| Wygrana   | 9-0         | José Yebes              | UD      | 8/8   | 05.12.2014 | Kopalnia Soli, Wieliczka                           |                                                               |
| Wygrana   | 8-0         | Howard Cospolite        | UD      | 8/8   | 18.10.2014 | Nowy Dwór Mazowiecki                               |                                                               |
| Wygrana   | 7-0         | Łukasz Wawrzyczek       | UD      | 8/8   | 26.04.2014 | Arena Legionowo, Legionowo                         |                                                               |
| Wygrana   | 6-0         | Ivo Gogošević           | TKO     | 3/6   | 15.03.2014 | Hotel Arłamów, Arłamów                             |                                                               |
| Wygrana   | 5-0         | Daniel Urbański         | UD      | 6/6   | 19.10.2013 | Kopalnia soli Wieliczka, Wieliczka                 |                                                               |
| Wygrana   | 4-0         | Ismail Teboev           | MD      | 6/6   | 29.06.2013 | Amfiteatr, Ostróda                                 |                                                               |
| Wygrana   | 3-0         | Robert Talarek          | MD      | 4/4   | 18.05.2013 | Arena Legionowo, Legionowo                         |                                                               |
| Wygrana   | 2-0         | Dzianis Makar           | PTS     | 4/4   | 09.12.2012 | Hala Sportowa, Białobrzegi                         |                                                               |
| Wygrana   | 1-0         | János Lakatos           | PTS     | 4/4   | 02.12.2012 | Huragan Arena, Wołomin                             | Debiut w zawodowym boksie.                                    |

Legenda: TKO – techniczny nokaut, KO – nokaut, UD – jednogłośna decyzja, SD- niejednogłośna decyzja, MD – decyzja większości, PTS – walka zakończona na punkty, RTD – techniczna decyzja sędziów